# Lameroo
Lameroo es un pueblo australiano ubicado en el estado de Australia Meridional. Se encuentra sobre la carretera de Mallee a unos 40 km al oeste de la frontera con el estado de Victoria, y a 210 km al este de la capital y ciudad más poblada de Australia Meridional, Adelaida. Es sobre todo un pueblo de servicios para las zonas rurales de los alrededores, de cultivo de cereales y cría de ganado ovino.
Lameroo celebró su centenario en el año 2006, ya que se conmemoran los 100 años desde que la línea de ferrocarril fue construida a través de Lameroo.